# Ratibořský potok (přítok Střely)

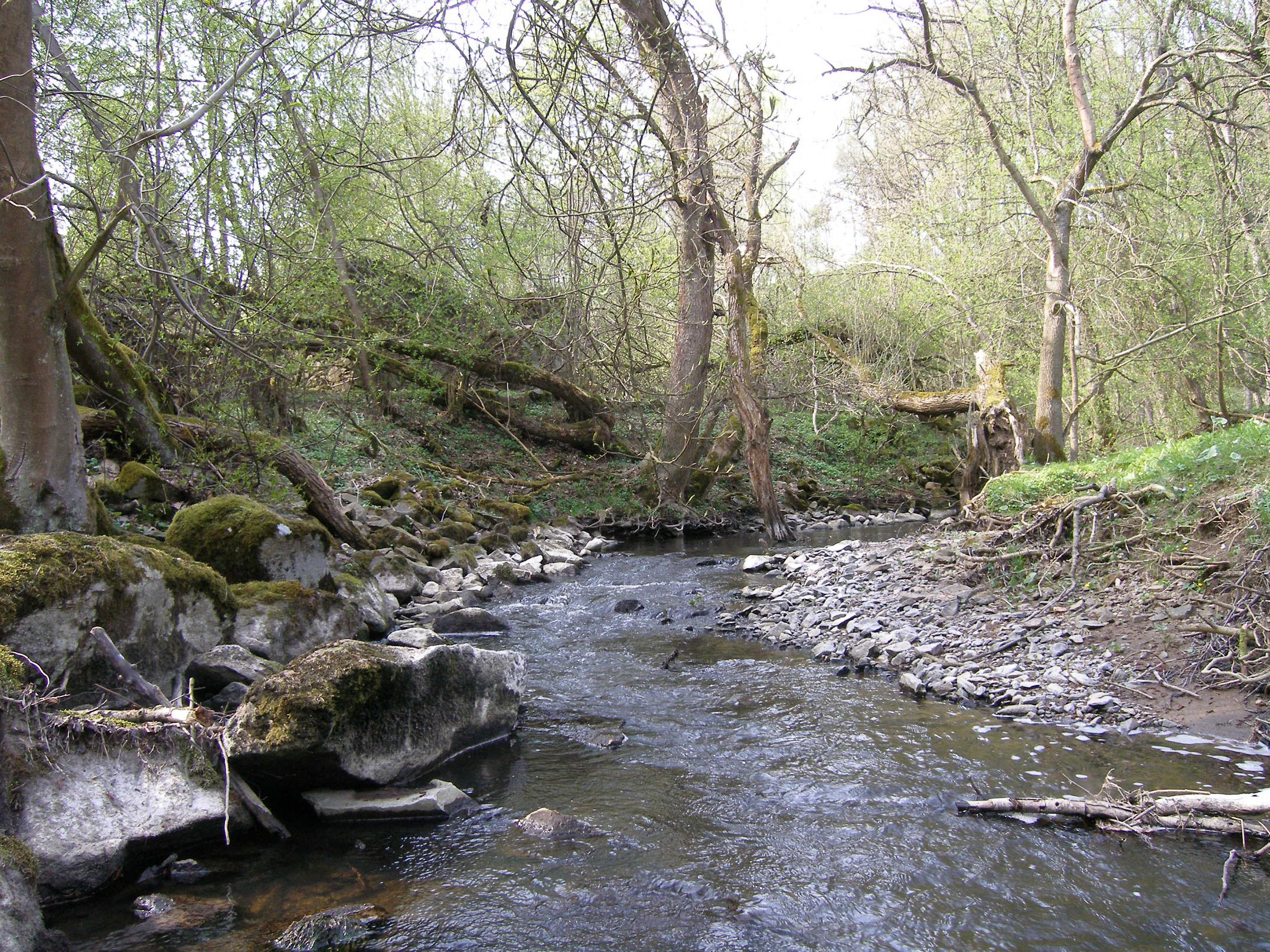
Dolní tok Ratibořského potoka u zříceniny Panského mlýna pod Údrčí

Ratibořský potok je potok v západních Čechách, který je levobřežním přítokem řeky Střely, známý je především jako druhý významný přítok do vodní nádrže Žlutice. Pojmenován je po přilehlé vsi Ratiboř, která leží na levém břehu toku, cca 1,5 km severně od soutoku se Střelou (říční kilometr 71,372), který je dnes zaplaven vodní nádrží.

## Popis toku
Ratibořský potok pramení na jižní straně Doupovských hor, v sedle mezi nejvyšší horou Hradiště a vrchem Nad Ovčárnou, cca 3 km severně od zaniklé osady Březina ve vojenském újezdu Hradiště, v nadmořské výšce 808 m n. m. Stéká v erozní brázdě jižním směrem po úbočí Doupovských hor, protéká Herstošicemi, do údolí Střely, takže kromě Těšetického (říční kilometr 8,072) a Údrčského potoka (říční kilometr 5,034) nemá významnější přítoky. Ústí zleva do Střely v jejím říčním kilometru 71,372. Vodnatost toku je nízká, větší průtoky bývají na jaře. Před ústím do vodní nádrže Žlutice je umístěna limnigrafická stanice Povodí Vltavy, která slouží ke sledování přítoku vody do přehrady
Střední část toku má mírnější spád a mendruje údolní nivou, na dolním toku u Údrče se zařezává do lesnatého terénu Tepelské vrchoviny, získává nečekaný charakter horské bystřiny s balvanitým korytem, společně s okolní přírodou a ruinami mlýnů vytváří velmi působivou romantickou scenérii.
Na toku je několik průtočných rybníků, největší je rybník u Kuželova mlýna (říční kilometr 6,233) a Tišina na horním toku (říční kilometr 16,428).
V minulosti byla vodní energie potoka využívána četnými vodními mlýny a pilami.

## Přítoky
levý/pravý, od pramene k ústí
- Těšetický potok (P)
- Údrčský potok (P)